# Banco do Brasil

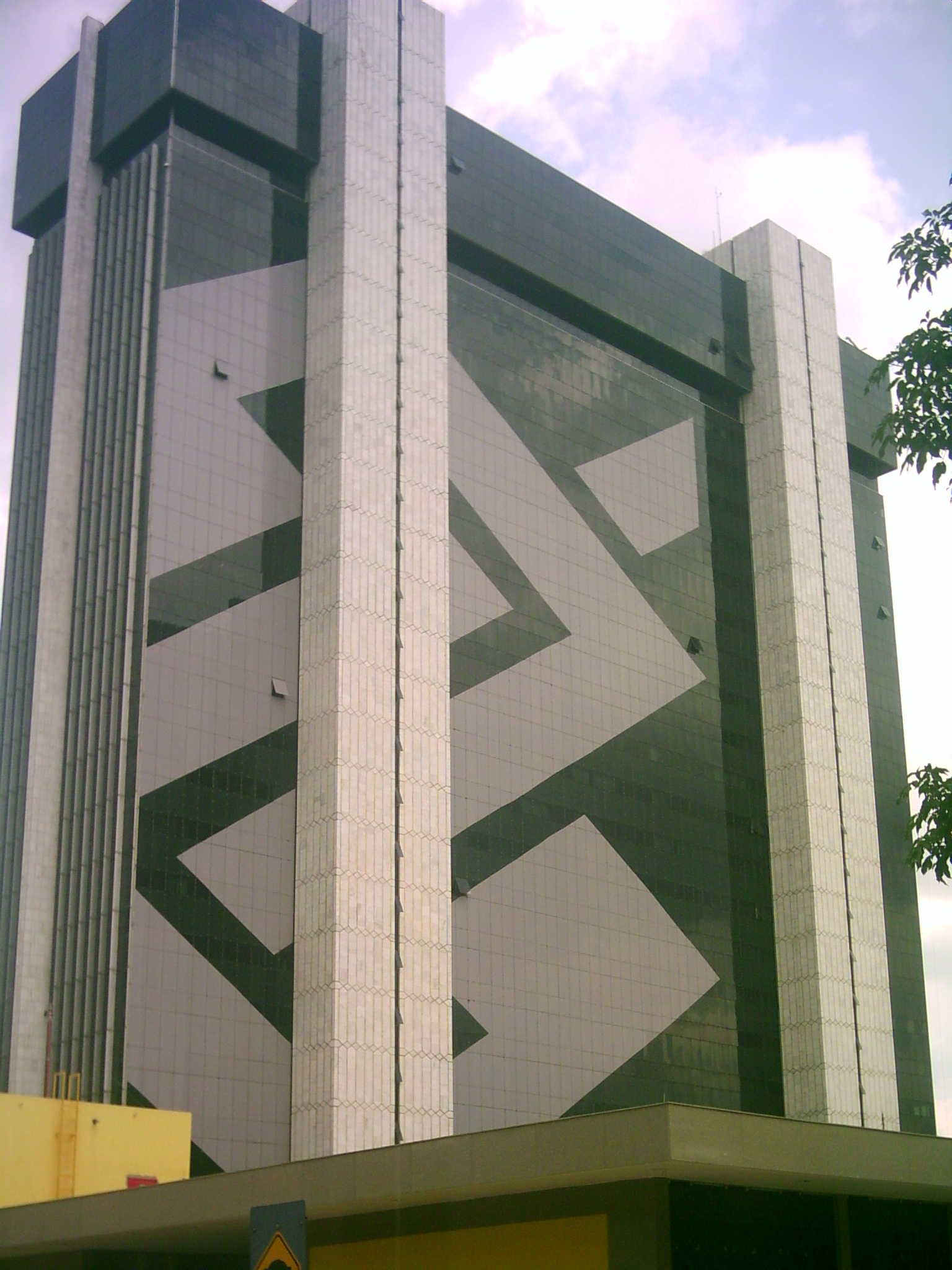
Sede de Banco de Brasil en Brasilia.

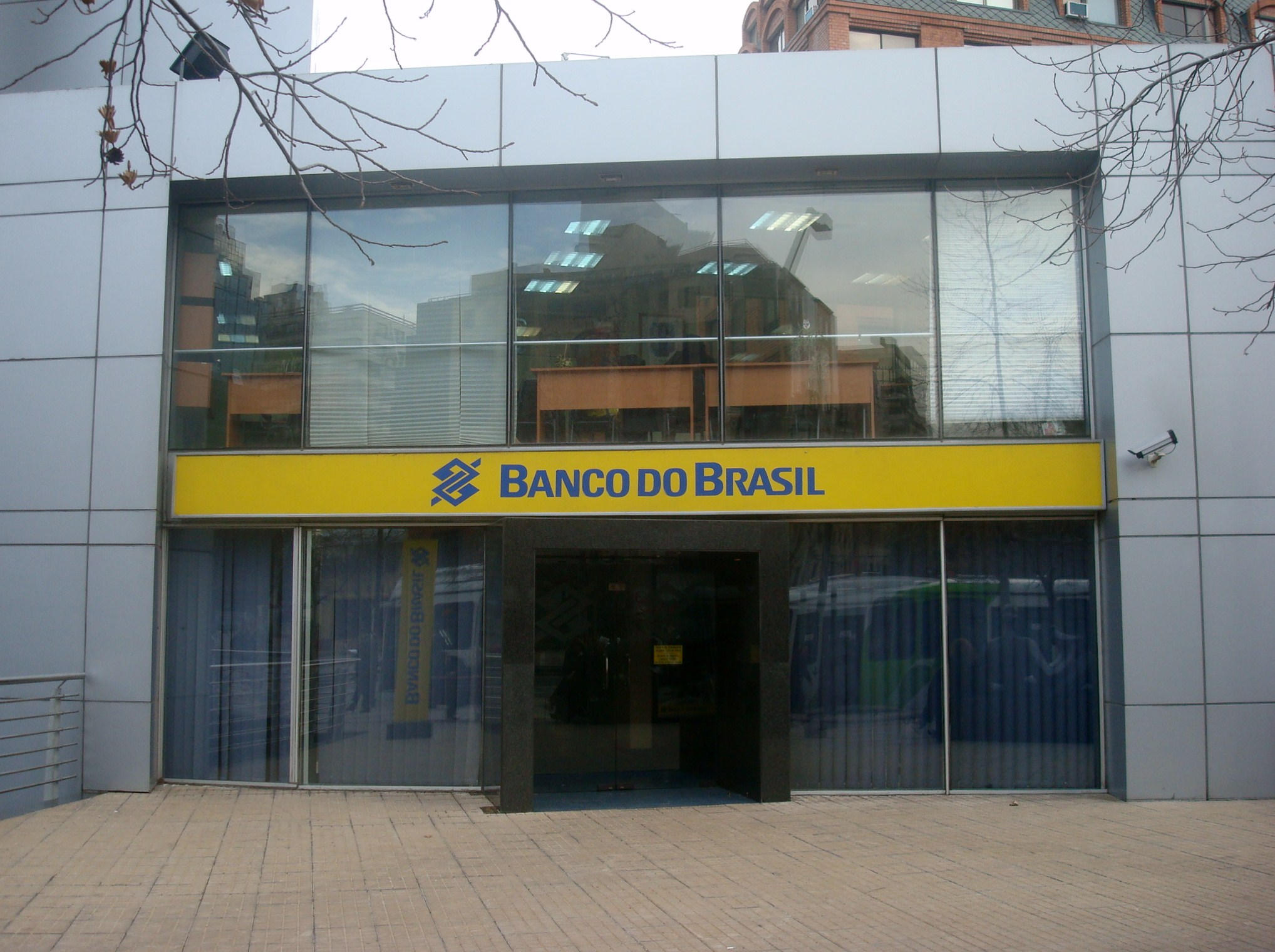
Sucursal de Banco de Brasil en Santiago de Chile.

Banco do Brasil S.A. (BB) es una institución financiera brasileña, constituida en la forma de sociedad de economía mixta. Es uno de los cinco bancos estatales del gobierno brasileño, teniendo como accionista principal al Gobierno Federal de Brasil con el 50 %, mientras que el 49,6 % de las acciones son capital flotante, conformado por un 24 % de capital extranjero y 25,6 % de capital nacional, y un 0,4 % son acciones propias.Dichas acciones se negocian en la Bolsa de Valores de São Paulo.
Su misión, según su filosofía corporativa, es "ser la solución en servicios e intermediación financiera, atender las expectativas de clientes y accionistas, fortalecer el compromiso entre los empleados y la empresa, y contribuir al desarrollo sostenible del país".
De acuerdo con la consultora América Economía, Banco de Brasil figura en la primera posición en el ranking de los mayores bancos de América Latina.

## Historia
El primer Banco de Brasil fue creado, y fue también el primer banco en el territorio del Imperio Portugués, por Decreto del 12 de octubre de 1808, por el entonces Príncipe-Regente Don João de Bragança (futuro Rey Don João VI de Portugal), a sugerencia del Conde de Linares, Rodrigo de Sousa Coutinho, en un conjunto de acciones destinadas a la creación de industrias manufactureras en Brasil, incluyendo exenciones de impuestos para la importación de materias primas y la exportación de productos industrializados.
Inicialmente se instaló en la Rua Direita, esquina con la Rua de São Pedro, en Río de Janeiro, con un capital de 1200 contos de réis, predecesora del actual Real brasileño, iniciando sus actividades el 11 de diciembre de 1809. Fue el cuarto banco emisor del mundo, después del Banco de Suecia (fundado en 1668), el Banco de Inglaterra (fundado en 1694) y el Banco de Francia ( fundado en 1800). Funcionando como una especie de banco central mixto, de depósitos, descuentos y emisión, también tenía el privilegio de vender productos sobre los que la Corona portuguesa tenía el monopolio: palo de brasil, diamantes, marfil y urzela.
Obligado a emitir papel moneda convertible sin el lastre adecuado (oro), para sufragar los gastos de la familia real, se vio privado de sus fondos, debido a las cuantiosas cantidades retiradas por los miembros de la Corte y la destitución de la realeza. joyas que constituían su garantía, al regreso de Juan VI y su séquito a Portugal, y poco después, nuevamente obligado a emitir para la consolidación de la Independencia, se acusó al Banco de haber contribuido a la mala situación financiera del país. Por ley del 23 de septiembre de 1829, se ordenó la liquidación del primer Banco de Brasil.
"Banco de Brasil" Como antes, también nace de un lanzamiento público, esta vez con un capital de diez mil contos de réis. Este valor fue considerado alto para la época y el más alto entre las sociedades existentes en América Latina. En este segundo Banco do Brasil hay una fuerte carga simbólica de sus vínculos permanentes con el mercado de capitales. Las reuniones preparatorias y la reunión de incorporación se realizaron en la Bolsa de Valores de Río de Janeiro.
En 1853, por iniciativa del ministro Joaquim José Rodrigues Torres, vizconde de Itaboraí, la creación del nuevo Banco do Brasil fue determinada por la ley del 5 de julio, mediante la fusión del Banco do Brasil de Mauá con el Banco Comercial do Rio de Janeiro (fundada en 1838), con exclusividad en la emisión de billetes. El Vizconde de Itaboraí es considerado el fundador del Banco de hoy.
En 1866, debido a una crisis inflacionaria, se revocó la exclusividad en la emisión de papel moneda, manteniéndose en funcionamiento los depósitos, descuentos y préstamos hipotecarios.
En 1893, se fusionó con el Banco de la República de los Estados Unidos de Brasil (resultante de la fusión del Banco Nacional de Brasil con el Banco de la Estados Unidos de Brasil), cambiando su nombre a Banco da República do Brasil.
Las primeras líneas de crédito rural del Banco do Brasil datan de la década de los 90 del siglo XIX.
En virtud del Decreto n.º 1.455, del 30 de diciembre de 1905, volvió a su nombre tradicional, como se le conoce hasta hoy, con la reinauguración el 3 de julio de 1906.
Hasta la creación del Banco Central de Brasil, el Banco do Brasil era el banco del gobierno. En septiembre del 2019, Banco do Brasil anunció una sociedad con UBS para crear un banco de inversión. Los servicios se ofrecerán en América del Sur, convirtiéndose en uno de los más grandes bancos de crédito del mundo.
En 2023 el banco pidió perdón por su complicidad con el tráfico negrero y la esclavitud en Brasil.

## Datos
Según datos del propio Banco, la empresa posee 15 133 puntos de atención distribuidos por el país, entre agencias y puestos, siendo que el 95 % de sus agencias poseen cajeros automáticos (son más de 40 mil terminales), que funcionan además de los 109 mil empleados bancarios. Posee también opciones de acceso vía internet, teléfono, y telefonía celular. Está presente en más de 21 países además de Brasil. Su activo total es de 583 mil millones de reales o 328 mil millones de dólares y su beneficio en 2008 fue de 8800 millones de reales o 4940 millones de dólares.

## Agencias
El Banco de Brasil posee 4043 agencias, estando presente en la mayoría de los municipios del país, con una estructura de 113 000 empleados, además de diez mil pasantes, cinco mil empleados temporales, y 4800 trabajadores adolescentes en formación.
Fue fundado en 1808 en Río de Janeiro, su sede actual es Brasilia; su eslogan es "Bueno para todos", y su página web oficial es www.bb.com.br.